# Ida Sterno
Ida Sterno (Boekarest, 1902 – Brussel, 14 mei 1964) was een sociaal werker van Joods Roemeense afkomst en lid van het Belgisch verzet tijdens de Tweede Wereldoorlog. Ze was actief betrokken bij het in veiligheid brengen van Joodse kinderen.

## Biografie
Ze was lid van het Joodsch Verdedigingscomiteit (JVC) onder de codenaam Jeanne. Samen met Yvonne Jospa en Maurice Heiber stelde ze een actieplan op om Belgisch Joodse kinderen te redden van het naziregime. De kinderen doken onder bij niet-Joodse families en instanties. Alles werd bijgehouden in een versleuteld systeem met meerdere schriftjes. In 1942 werd ze het hoofd van de plaatsingsdienst. Ook rekruteerde ze de niet-Joodse Andrée Geulen, een vriendin die ze kende van de normaalschool, om de Joodse kinderen op te halen en naar hun schuilplaatsen te brengen. Ze woonden samen in de Belle-vuestraat 44 in Elsene.
Op 31 mei 1944 werd Sterno gearresteerd door Icek Glogowski, en vastgezet in de Dossinkazerne. Ondanks de vele ondervragingen, liet ze niks los over de organisatie en de locaties van de kinderen. Dankzij de bevrijding door de geallieerden begin september, ontkwam ze aan deportatie. Eind 1944 werd het JVC omgevormd tot de Aide aux Israélites Victimes de la Guerre (AIVG).
Ze bleef in contact met de kinderen tot haar dood in 1964. Ze overleed aan een hartaanval op 14 mei 1964.